# Война за лангустов
Война за лангустов (порт. Guerra da Lagosta; фр. Conflit de la langouste) — спор вокруг добычи лангустов в 1961—1963 годах между Францией и Бразилией. Правительство Бразилии запретило французским рыболовным суднам отлавливать лангустов в 160 км от северо-восточного берега Бразилии, аргументируя своё решение тем, что эти ракообразные «ползают по шельфу». Однако французы настаивали на том, что «лангусты плавают», поэтому любые судна из какой бы то ни было страны имеют право их ловить. Конфликт был разрешён в одностороннем порядке Бразилией, которая расширила свои территориальные воды до 200 морских миль (370 км.), куда попал ареал этих ракообразных.
Хотя подобный случай дипломатии принуждения произошёл задолго до подписания Конвенции ООН по морскому праву, конфликт закончился подписанием соглашения 10 декабря 1964 года. Оно гарантировало, что 26 французских кораблей получали право рыбачить на «отведённой территории» в течение 5 лет при условии, что часть дохода от ловли получали бы бразильские рыболовы.

## Начало конфликта

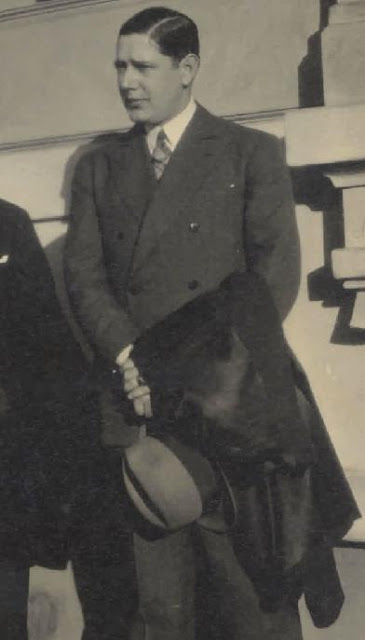
Дипломат Карлус Алвис ди Соуза Филью, бывший посредником в переговорах и автором знаменитой фразы «Бразилия — не серьёзная страна», ошибочно приписанной его визави де Голлю.

В 1961 году группа предприимчивых французских рыболовов, успешно занимавшихся рыбным промыслом у берегов Мавритании, решила расширить зону поиска добычи в другой части Атлантического океана. Они разместились у берегов Бразилии в том месте, где лангусты обитали на глубине 76-198 м Однако на них стали поступать жалобы от местных рыбаков, потому что французы занимались ловлей без ведома штата Пернамбуку. В ответ на это бразильский адмирал Арнольдо Тоскано поручил двум патрульным кораблям разведать ситуацию. Удостоверившись, что добыча французских рыболовов была незначительна, капитан бразильского судна потребовал от них покинуть данную акваторию, оставив шельф в пользу более мелких местных кораблей. Ситуация накалилась после отказа французов отступить. Кроме того, они запросили у правительства Франции эсминец для сопровождения, чем заставили власти Бразилии привести в боевую готовность большую часть флота.
В тот же день министр иностранных дел Бразилии Гермес Лима заявил, что подобный подход со стороны Франции можно считать проявлением враждебности: «Подобное отношение Франции является недопустимым, и наше правительство не намерено отступать. Лангусты останутся нетронутыми». Он созвал секретное совещание с целью обзора развития событий в войне за добычу лангустов с Францией. Тем временем президент Франции Шарль де Голль жёстко отреагировал на вмешательство бразильского флота в деятельность французских рыбацких судов, послав на их охрану эсминец Т-53 «Тартю», массой в 2750 тонн, но позже было принято решение отозвать корабль, чтобы снизить напряжённость. Президент Бразилии Жуан Гуларт дал 48 часов на отступление всему французскому флоту. После отказа ВМС Бразилии приказали задержать французское судно «Кассиопея» 2 января 1962 года. К апрелю 1963 года обе страны всерьёз рассматривали вопрос о начале войны вокруг лангустов.

## Судебные разбирательства

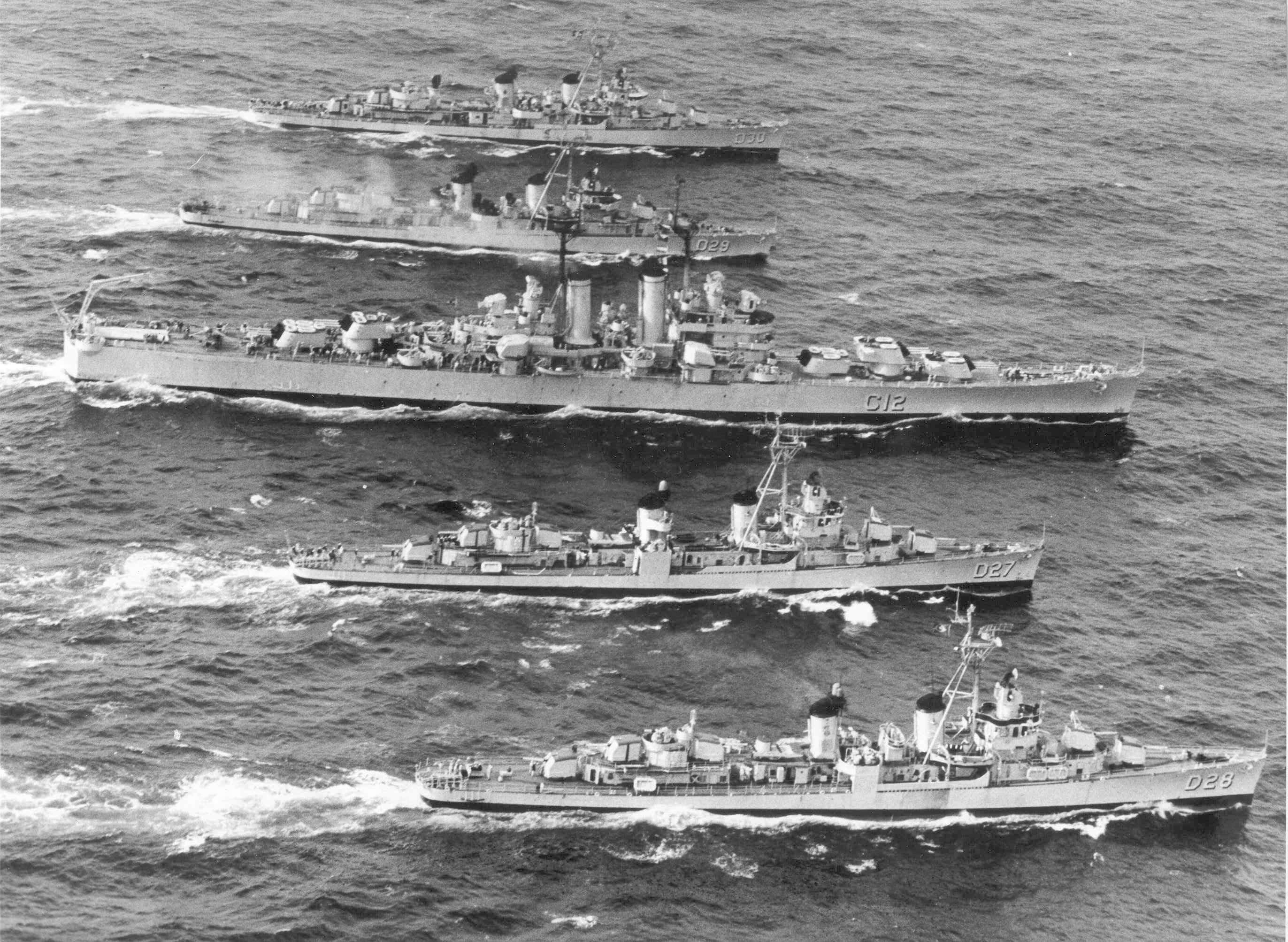
Эскадрон бразильских ВМС во время конфликта 1961 года: крейсер «Алмиранте Тамандаре» и эскадренные миноносцы типа «Флетчер»

### О научной стороне конфликта
Шестого июля 1966 года административный суд города Рен подытожил заявления французского правительства о том, что лангусты, как и рыбы, плавают и что, если они плавают в открытом море, их нельзя считать частью континентального шельфа. Бразильская сторона утверждала, что они подобны моллюскам, которые прикрепляются ко дну океана, поэтому они являются частью шельфа. Адмирал Пауло Морейра да Сильва, эксперт ВМС Бразилии в океанографии, который был отправлен в помощь дипломатической комиссии во время основных разбирательств, заявил, что если Бразилия примет позицию Франции о том, что лангусты можно считать рыбой в момент скачка по дну, то будет также обязательным принять тезис Бразилии, что кенгуру во время прыжка — птица.

### О претензиях владельцев судов
Также были рассмотрены претензии хозяев рыболовных судов, которые требовали компенсацию у правительства Франции за сорванный сезон рыбалки в период с января по март 1963 года. Они не имели права на компенсацию, так как Франция не могла нести ответственность за арест судна, вызванный односторонней политикой Бразилии.
Решения государственного совета сняли подозрения с правительства Франции о том, что оно уполномочило истцов-хозяев судов отправиться на ловлю лангустов в открытое море или к берегу Бразилии. Было заявлено, что лицензия, данная истцам, предоставлялась капитанам судов, а не хозяевам. Только капитанам было дано право на ловлю лангустов в открытом море, а не в определённой зоне. Все претензии были отклонены, ввиду отсутствия доказательств того, что правительство Франции санкционировало подобные действия.